# Jardin Villemin - Mahsa Jîna Amini
Le jardin Villemin - Mahsa Jîna Amini est un jardin public situé dans le quartier de l'hôpital Saint-Louis, dans le 10e arrondissement de Paris. Il abrite Le Poireau Agile, le premier jardin partagé parisien créé dans un espace vert.

## Origine du nom
Créé en 1977 à l'emplacement de l'ancien hôpital militaire Villemin qui fut fermé en 1968, il tient son nom du médecin Jean-Antoine Villemin, connu pour avoir démontré en 1865 que la tuberculose était une maladie contagieuse.
Le 7 juin 2023, par un vote à l'unanimité, le Conseil de Paris donne au jardin le nom de Mahsa Jîna Amini (2000-2022), jeune femme originaire du Kurdistan iranien, morte trois jours après avoir été arrêtée par la police des mœurs iranienne pour « port de vêtements inappropriés ». Ce décès avait provoqué de nombreuses manifestations en Iran, et de nombreuses expressions de solidarité à travers le monde. Ce changement de nom est rendu public par une inauguration le 16 septembre suivant, jour anniversaire de la mort de la jeune femme.

## Historique

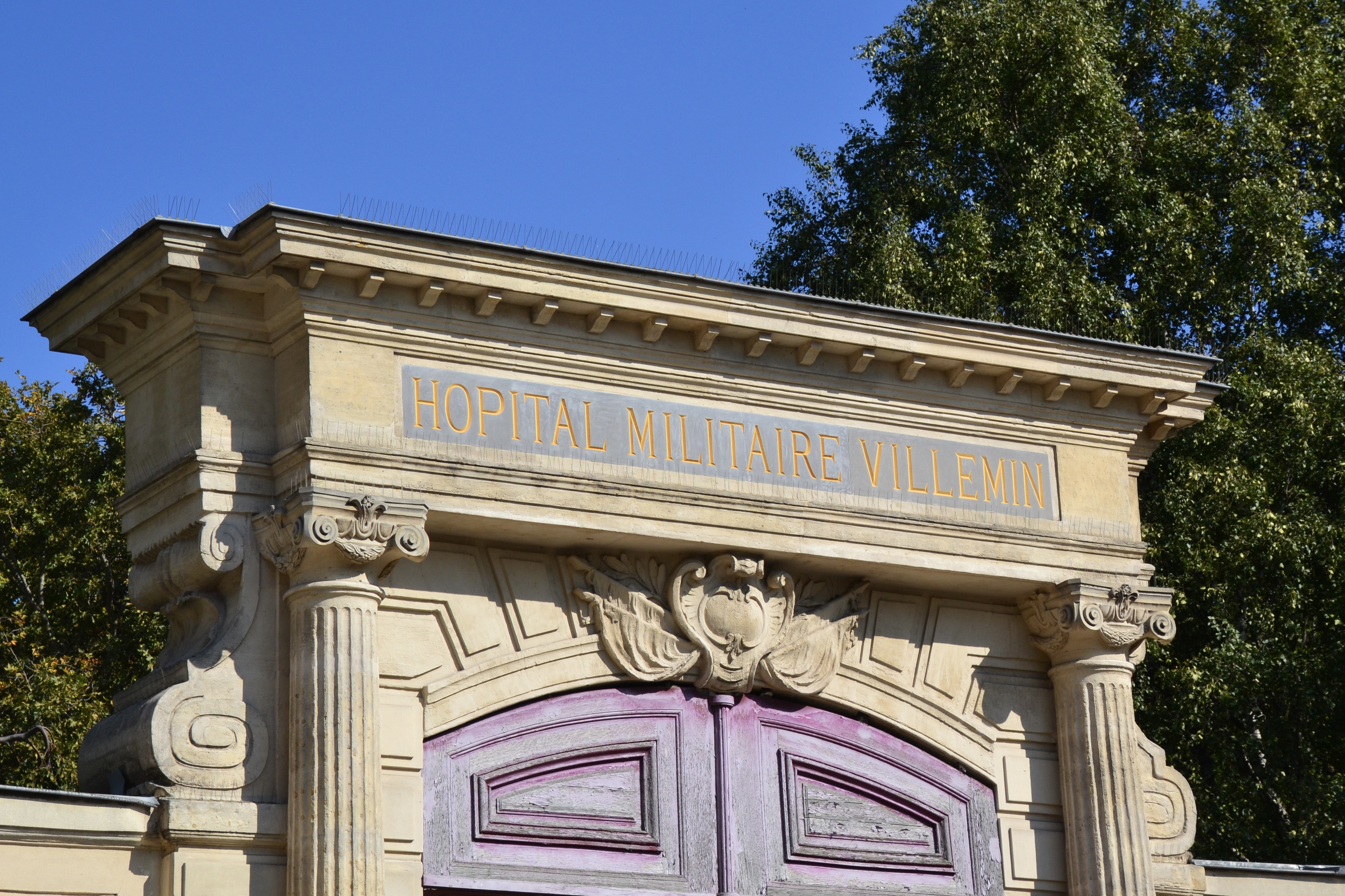
Le portail de l'ancien hôpital militaire Villemin.

En 1861, un hôpital est installé dans l'ancien couvent des Récollets de Paris, près des gares de l'Est et du Nord : l'objectif est de permettre aux blessés revenant du front d'être immédiatement pris en charge et soignés. La porte d'entrée monumentale de cet hôpital est aujourd'hui encore visible au 8, rue des Récollets.
Avant la construction du jardin, l'emplacement avait été réservé pour la construction d'un échangeur entre deux autoroutes dans le cadre du plan autoroutier pour Paris. Le jardin ne doit donc son existence qu'à l'abandon de ce projet.
Il est agrandi à quatre reprises en 1980 (au nord), en 1986 (à l'est), en 2000 (doublement de la superficie) et en 2007 (au sud, 1 870 m2).
Après la fermeture du centre d'accueil de Sangatte en 2009, le square a été un lieu de passage pour de nombreux étrangers en situation irrégulière sans logement, notamment afghans,, qui attendaient de se rendre en Grande-Bretagne (du fait de la proximité avec la gare du Nord qui peut les mener au tunnel sous la Manche) ou d'obtenir le droit d'asile en France,.
Un jardin partagé, « Le Poireau agile », y a été créé en 2005, premier jardin partagé dans un jardin public de la Ville de Paris[réf. nécessaire]. Il est géré par l'association Ville mains jardins.

## Description
Il a une superficie de 19 690 m2. Il est entouré par l'allée du Professeur-Jean-Bernard, le quai de Valmy, la rue des Récollets, et le couvent des Récollets.
Il comporte une grande pelouse vallonnée donnant sur le canal, une mare, un kiosque à musique, des aires de jeux pour enfants et des terrains de sports collectifs. Une fontaine intitulée Enfant au dauphin et tritons, du sculpteur Marie Auguste Martin et datant de 1846 est installée dans le jardin. Elle était l'une des 30 fontaines installées sur les trottoirs de la rue du faubourg Saint-Martin.
Une stèle en verre rappelle la mémoire des enfants juifs en bas âge du 10e arrondissement, assassinés pendant la Seconde Guerre mondiale,.

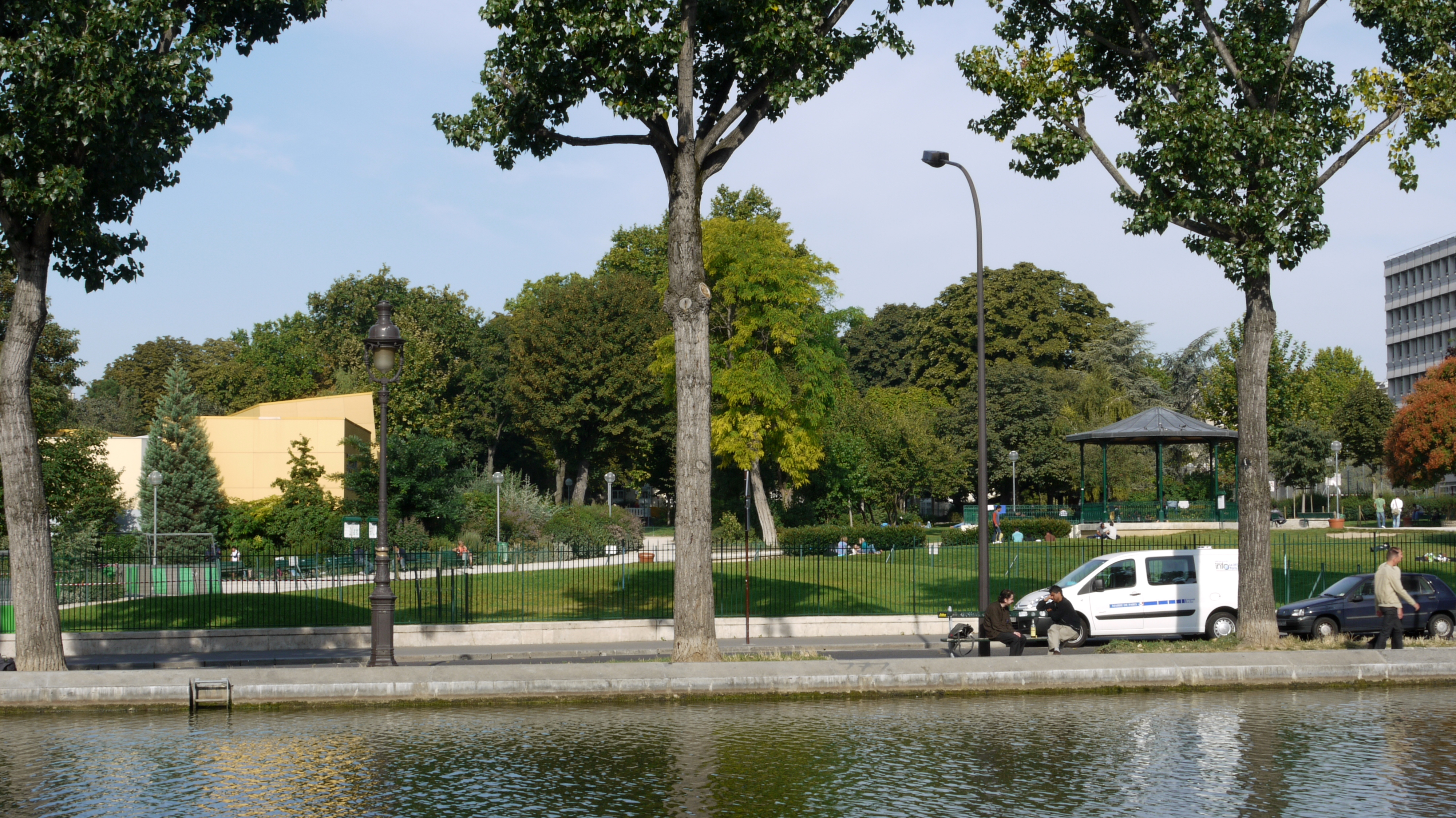
Le jardin vu depuis le canal Saint-Martin.
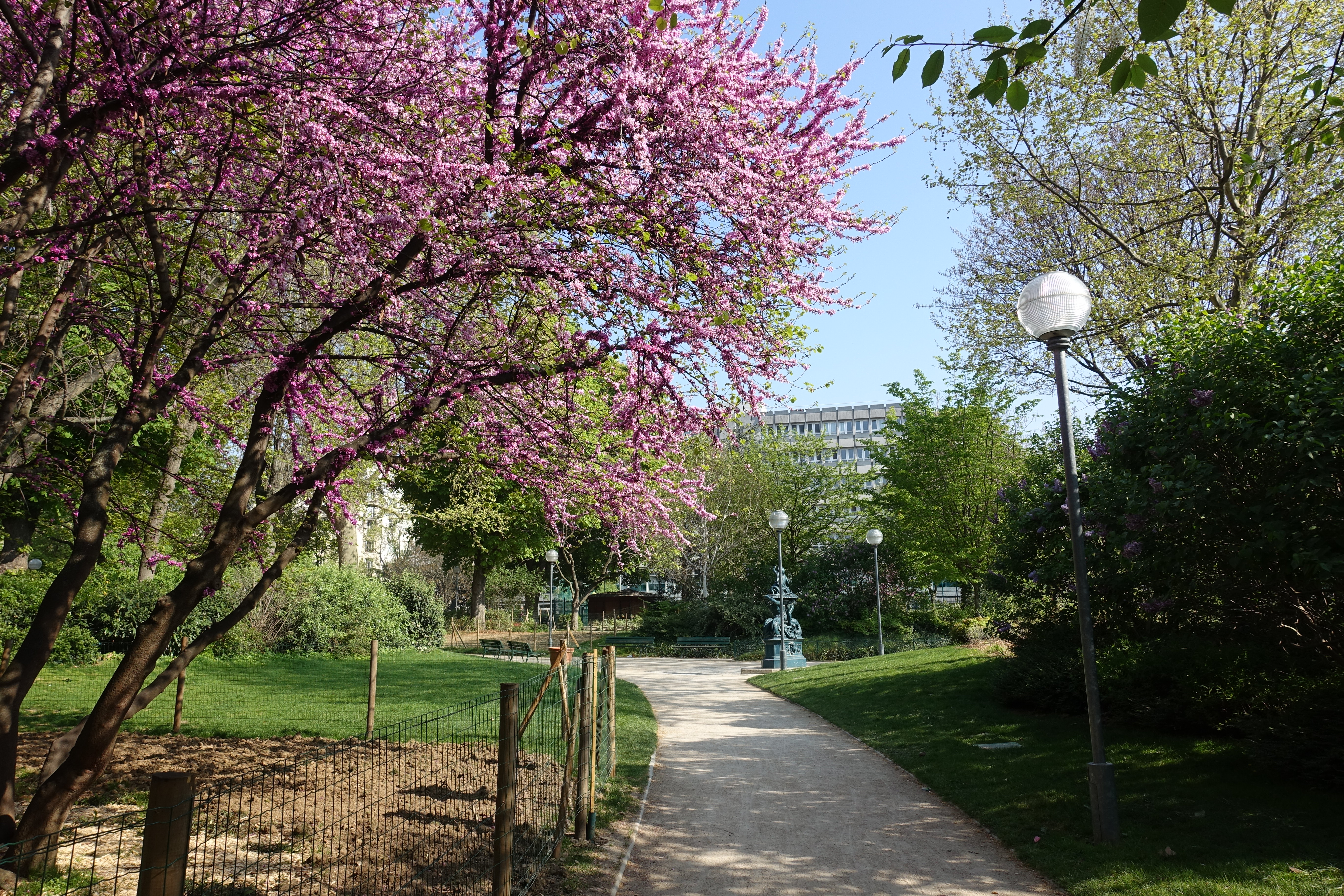
Une allée du jardin Villemin.
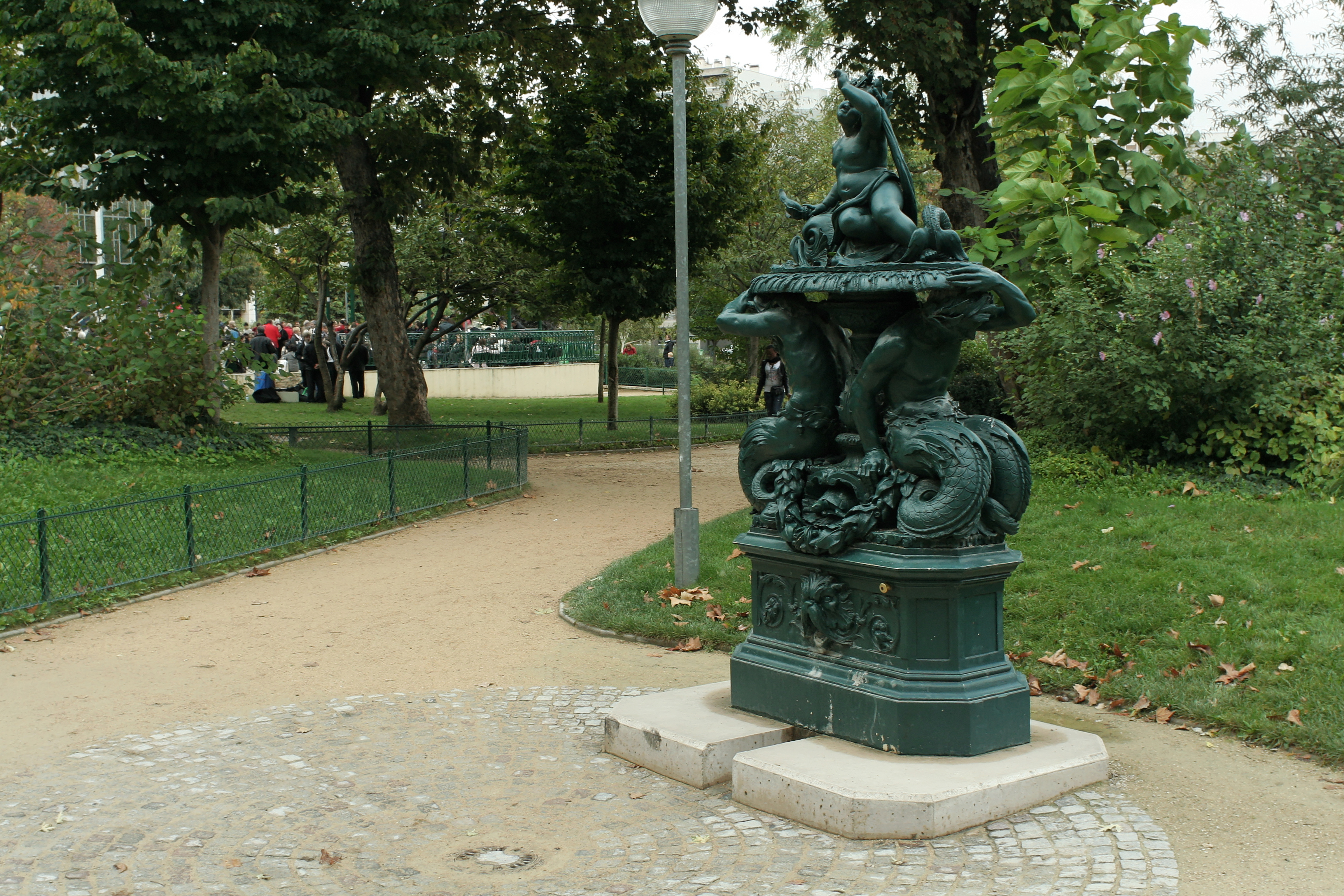
Fontaine du jardin Villemin.
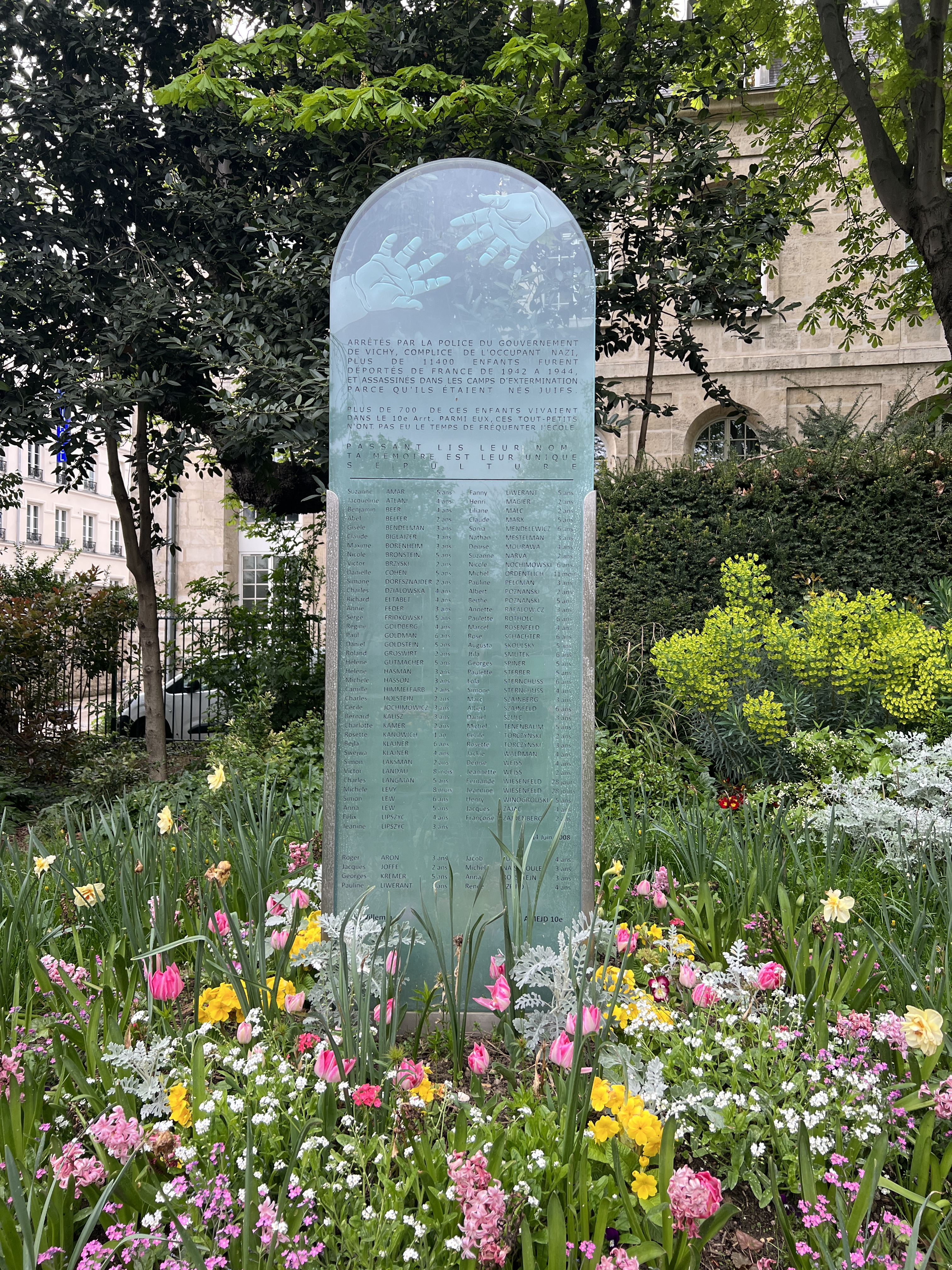
Stèle.

## Le Poireau agile
L’association « Graine de jardins, réseau des jardins partagés en Île-de-France », est mandatée par la Ville de Paris en 2004 pour créer une association d’habitants et élaborer un projet d'extension du jardin Villemin sur une parcelle en friche attenante, susceptible de devenir un jardin partagé. L'association Ville mains jardins est créée en 2005 et le terrain pour Le Poireau agile est cédé gracieusement par convention en juillet. Il connaît rapidement un vif succès[source insuffisante].
Il est d'une superficie cultivable d’environ 220 m2, au 4 de la rue des Récollets. Il est ouvert tous les jours de l'année du lever au coucher du soleil. Il n'est pas clôturé, mais seulement délimité par une allée circulaire, et une haie de buis. Protégé par les grilles du parc public, il est fermé la nuit. Il est découpé en 50 parcelles cultivées collectivement ou individuellement. Des écoles, centres de loisirs et associations médico-sociales viennent y jardiner.
On y a recensé environ 150 espèces végétales et 300 espèces d'insectes pollinisateurs.

## Situation et accès
Le site est accessible par le 14, rue des Récollets.
Il est desservi par les lignes 4, 5 et 7 à la station Gare de l'Est.